# Xã Worthington, Quận Richland, Ohio
Xã Worthington (tiếng Anh: Worthington Township) là một xã thuộc quận Richland, tiểu bang Ohio, Hoa Kỳ. Năm 2010, dân số của xã này là 2.868 người.